# Мюррей, Глен (хоккеист)
Глен Мюррей (англ. Glen Murray; 1 ноября 1972, Галифакс, Новая Шотландия) — канадский хоккеист. Амплуа — крайний, левый нападающий.

## Игровая карьера
На драфте НХЛ 1991 года был выбран в 1 раунде под общим 18 номером командой «Бостон Брюинз».
2 августа 1995 года «Бостон» обменял Мюррея, нападающего Брайана Смолински и выбор в третьем раунде драфта 1996 года в «Питтсбург Пингвинз» на нападающих Кевина Стивенса и Шона Макэкерна.
18 марта 1997 года обменян в «Лос-Анджелес Кингз». 24 октября 2001 года обменян в «Бостон Брюинз».

## Награды
- Участник матча «Всех звёзд» НХЛ (2 раза)
- Чемпион мира: 2004

## Статистика
| Легенда | Легенда                    | Легенда | Легенда                   | Легенда | Легенда    |
| ------- | -------------------------- | ------- | ------------------------- | ------- | ---------- |
| И       | Количество проведённых игр | Штр     | Штрафное время            | +/−     | Плюс-минус |
| Г       | Голы                       | П       | Голевые передачи          | О       | Очки       |
| -       | Статистика неизвестна      | —       | Статистика не учитывалась |         |            |